# Liste der denkmalgeschützten Objekte in Langau
Die Liste der denkmalgeschützten Objekte in Langau enthält die 5 denkmalgeschützten, unbeweglichen Objekte der niederösterreichischen Gemeinde Langau.

## Denkmäler
| Foto |                 | Denkmal                                                                            | Standort                                  | Beschreibung | Metadaten |
| ---- | --------------- | ---------------------------------------------------------------------------------- | ----------------------------------------- | --- | --- |
| ja   | Datei hochladen | Pfarrhof HERIS-ID: 50109 Objekt-ID: 54735                                          | Langau 96 Standort KG: Langau             | Hakenförmiges zweigeschoßiges Gebäude mit Walmdach, im Kern aus dem 17. Jahrhundert. Portal mit Rundbogen und ornamentiertem Holztor.                                                                                     | BDA-Hist.: Q38038085 Status: § 2a Stand der BDA-Liste: 2025-06-30 Name: Pfarrhof GstNr.: 1001/1 |
| ja   | Datei hochladen | Kath. Pfarrkirche Mariae Himmelfahrt und Friedhof HERIS-ID: 50110 Objekt-ID: 54736 | Langau 96a Standort KG: Langau            | Schlichte barockisierte Kirche, im Kern mittelalterlich, mehrmals umgebaut. | BDA-Hist.: Q38038096 Status: § 2a Stand der BDA-Liste: 2025-06-30 Name: Kath. Pfarrkirche Mariae Himmelfahrt und Friedhof GstNr.: 996, 997, 998 Pfarrkirche Mariae Himmelfahrt und Friedhof, Langau |
| ja   | Datei hochladen | Bildstock, sog. Pestmarter HERIS-ID: 61626 Objekt-ID: 74049                        | Langau 96a, vor Standort KG: Langau       | Tabernakelpfeiler aus dem Jahre 1642 auf achtseitiger Säule mit Pyramidendach und abschließendem Metallkreuz. Im Tabernakel Reliefs der Kreuzigung mit Maria und Johannes sowie Mater Dolorosa und hl. Sebastian.         | BDA-Hist.: Q38096648 Status: § 2a Stand der BDA-Liste: 2025-06-30 Name: Bildstock, sog. Pestmarter GstNr.: 824/1                                                                                    |
| ja   | Datei hochladen | Figurenbildstock hl. Johannes Nepomuk HERIS-ID: 61627 Objekt-ID: 74050             | Langau 103, gegenüber Standort KG: Langau | Auf dreiseitigem von einem Steingitter umschlossenen Sockel mit Reliefs der hll. Donatus, Florian und Sebastian steht auf einer von Engeln getragenen Wolkenpyramide die Figur des hl. Johannes Nepomuk. Bezeichnet 1728. | BDA-Hist.: Q38096674 Status: § 2a Stand der BDA-Liste: 2025-06-30 Name: Figurenbildstock hl. Johannes Nepomuk GstNr.: 1015/1 Figurenbildstock hl. Johannes Nepomuk, Langau                          |
| ja   | Datei hochladen | Figurenbildstock hl. Johannes Nepomuk HERIS-ID: 61628 Objekt-ID: 74051             | Standort KG: Langau                       | Figurenbildstock aus dem letzten Drittel des 18. Jahrhunderts. | BDA-Hist.: Q38096684 Status: § 2a Stand der BDA-Liste: 2025-06-30 Name: Figurenbildstock hl. Johannes Nepomuk GstNr.: 1268/6                                                                        |